# Jurij Osipjan
Jurij Andriejewicz Osipjan (ros. Юрий Андреевич Осипьян, ur. 15 lutego 1931 w Moskwie, zm. 10 września 2008 tamże) – radziecki i rosyjski fizyk, akademik Akademii Nauk ZSRR.

## Życiorys
W 1955 ukończył Moskiewski Instytut Stali i Stopów ze specjalnością inżyniera metalurga, potem pracował w Instytucie Metaloznawstwa i Fizyki Metali Centralnego Naukowo-Badawczego Instytutu Czarnej Metalurgii jako młodszy, następnie starszy pracownik naukowy. W 1959 ukończył studia na Wydziale Matematyczno-Mechanicznym Moskiewskiego Uniwersytetu Państwowego im. Łomonosowa, w 1962 został kandydatem nauk fizyczno-matematycznych i objął funkcję zastępcy dyrektora Instytutu Krystalografii Akademii Nauk ZSRR, a w 1963 zastępcy dyrektora Instytutu Fizyki Ciał Stałych w Czernogołowce. Opublikował ponad 200 prac naukowych, głównie z dziedziny fizyki ciał stałych. W 1968 otrzymał stopień doktora nauk fizyczno-matematycznych, a w 1969 profesora. W 1972 został członkiem korespondentem, a w 1981 akademikiem Akademii Nauk ZSRR. Przyczynił się do rozwoju Instytutu Fizyki Ciał Stałych Akademii Nauk ZSRR, którego od 1972 do 2002 był dyrektorem, w 2002 został kierownikiem naukowym Instytutu Fizyki Ciał Stałych RAN. Od 1988 do 1991 był wiceprezesem Akademii Nauk ZSRR, a od 1991 do 2001 RAN, w 2001 został doradcą Prezydium RAN.

## Odznaczenia i nagrody
- Medal Sierp i Młot Bohatera Pracy Socjalistycznej (16 kwietnia 1986)
- Order Lenina (dwukrotnie, 1981 i 1986)
- Order „Za zasługi dla Ojczyzny” II klasy (1999)
- Order Czerwonego Sztandaru Pracy (dwukrotnie, 1971 i 1975)
- Wielki Złoty Medal im. Łomonosowa RAN (2005)
- Złoty Medal im. Karpińskiego Akademii Nauk ZSRR (1990)
- Złoty Medal im. Lebiediewa Akademii Nauk ZSRR (1984)
- Order Simona Bolivara (Kolumbia, 1989)

I inne.